# Schaatsen op de Olympische Winterspelen 1998 - 500 meter vrouwen
De 500 meter schaatsen op de Olympische Winterspelen van 1998 werd op vrijdag 13 februari en zaterdag 14 februari 1998 verreden op de M-Wave in Nagano in Japan.
Het wereldrecord was kort daarvoor gereden door de Canadese Catriona Le May, het Olympisch record stond al tien jaar op naam van Bonnie Blair. Deze tijd werd uiteindelijk door zeven rijders gebroken.

## Tijdschema
| Datum                | Lokale tijd | MET   | Onderdeel |
| -------------------- | ----------- | ----- | --------- |
| vrijdag 13 februari  | 16:30       | 08:30 | 1e run    |
| zaterdag 14 februari | 16:30       | 08:30 | 2e run    |

## Statistieken
| Positie | Schaatsster                | Land | 1e run   | 2e run   | Totale tijd | Verschil |
| ------- | -------------------------- | ---- | -------- | -------- | ----------- | -------- |
| Goud    | Catriona Le May Doan       | CAN  | 38.39 OR | 38.21 OR | 76.60       | -        |
| Zilver  | Susan Auch                 | CAN  | 38.42    | 38.51    | 76.93       |          |
| Brons   | Tomomi Okazaki             | JPN  | 38.55    | 38.55    | 77.10       |          |
| 4       | Franziska Schenk           | (os) | 38.88    | 38.57    | 77.45       |          |
| 5       | Kyoko Shimazaki            | (os) | 38.75    | 38.93    | 77.68       |          |
| 6       | Marianne Timmer            | (os) | 39.12    | 39.03    | 78.15       |          |
| 7       | Sabine Volker              | (os) | 39.19    | 39.00    | 78.19       |          |
| 8       | Monique Garbrecht-Enfeldt  | (os) | 39.11    | 39.34    | 78.45       |          |
| 9       | Svetlana Boyarkina-Zhurova | (os) | 39.11    | 39.38    | 78.49       |          |
| 10      | Chris Witty                | (os) | 39.09    | 39.44    | 78.53       |          |
| 11      | Eriko Sanmiya              | (os) | 39.25    | 39.31    | 78.56       |          |
| 12      | Shiho Kusunose             | (os) | 39.56    | 39.24    | 78.80       |          |
| 13      | Linda Johnson-Blair        | (os) | 39.24    | 39.57    | 78.81       |          |
| 14      | Xue Ruihong                | (os) | 39.49    | 39.53    | 79.02       |          |
| 15      | Anke Baier-Loef            | (os) | 39.73    | 39.75    | 79.48       |          |
| 16      | Anzhelika Kotyuga          | (os) | 39.76    | 39.85    | 79.61       |          |
| 17      | Becky Sundstrom            | (os) | 40.20    | 39.66    | 79.86       |          |
| 17      | Sandra Zwolle              | (os) | 39.98    | 39.88    | 79.86       |          |
| 19      | Moira D'Andrea             | (os) | 39.83    | 40.09    | 79.92       |          |
| 20      | Edel Therese Høiseth       | (os) | 40.02    | 39.99    | 80.01       |          |
| 21      | Oksana Ravilova            | (os) | 39.99    | 40.04    | 80.03       |          |
| 22      | Wang Manli                 | (os) | 40.01    | 40.06    | 80.07       |          |
| 23      | Yang Chunyuan              | (os) | 39.92    | 40.24    | 80.16       |          |
| 24      | Marieke Wijsman            | (os) | 40.22    | 40.32    | 80.79       |          |
| 24      | Choi Seung-yong            | (os) | 40.17    | 40.62    | 80.79       |          |
| 26      | Amy Sannes                 | (os) | 40.41    | 40.49    | 80.90       |          |
| 27      | Lesia Bilozub              | (os) | 40.42    | 40.52    | 80.94       |          |
| 28      | Tatjana Dansjina           | (os) | 40.53    | 40.59    | 81.12       |          |
| 29      | Cheon Hui-Ju               | (os) | 40.67    | 40.95    | 81.62       |          |
| 30      | Gang Mi-Yeong              | (os) | 40.96    | 41.29    | 82.25       |          |
| 31      | Ljoedmila Kostjoekevitsj   | (os) | 41.00    | 41.43    | 82.43       |          |
| 32      | Krisztina Egyed            | (os) | 41.20    | 41.41    | 82.61       |          |
| 33      | Michelle Morton            | (os) | 42.95    | 39.84    | 82.79       |          |
| 34      | Kim Ju-Hyeon               | (os) | 41.36    | 41.43    | 82.79       |          |
| 35      | Kim Jong-Hui               | (os) | 42.17    | 41.57    | 83.74       |          |
| 36      | Jin Hua                    | (os) | 1:04.07  | 40.32    | 104.39      |          |
| 37      | Andrea Nuyt                | (os) | 39.62    | 1:18.32  | 117.94      |          |
| 38      | Emese Nemeth-Hunyady       | (os) | DQ       |          |             |          |

OR = olympisch record 

DNF = finishte niet

## IJs- en klimaatcondities[1]
| Tijd             | 16:30   | 17:40   | 16:30   | 17:39   |
| Luchttemperatuur | 13,9 °C | 13,9 °C | 13,1 °C | 13,0 °C |
| IJstemperatuur   | -4,1 °C | -4,2 °C | -4,2 °C | -4,2 °C |
| Luchtvochtigheid | 40%     | 42%     | 45%     | 46%     |
| Luchtdruk        | 968 hPa | 969 hPa | 964 hPa | 964 hPa |

1932 (d.) · 
1960 · 
1964 · 
1968 · 
1972 · 
1976 · 
1980 · 
1984 · 
1988 · 
1992 · 
1994 · 
1998 · 
2002 · 
2006 · 
2010 · 
2014 · 
2018 ·
2022